# Cámara Uruguaya de Tecnologías de la Información
La Cámara Uruguaya de Tecnologías de la Información (Cuti), anteriormente conocida como Cámara de Software del Uruguay, es una asociación de más de 398 empresas uruguayas de tecnologías de la información y las comunicaciones (TICs). Fue fundada en el año 1989 y su principal objetivo es promover el desarrollo de la industria de TICs en el país.
Cuti es miembro de la Asociación Latinoamericana de Entidades de Tecnologías de la Información (ALETI) y de la World Information Technology and Services Alliance (WITSA).
Cuti está actualmente presidida por Leonardo Loureiro, y Juan Manuel Urraburu como secretario general.
El sector informática en Uruguay tuvo una facturación de US$ 1.068 millones en 2015, de los que US$ 791 millones fueron en el mercado interno, US$ 211 millones en el exterior, y US$ 66 millones a filiales de empresas uruguayas en el exterior. El 39% de las exportaciones fueron a Estados Unidos.